# Departament Ochrony Zabytków
Departament Ochrony Zabytków (DOZ) – jeden z departamentów Ministerstwa Kultury i Dziedzictwa Narodowego (MKiDN) odpowiedzialny za obsługę zadań Generalnego konserwatora zabytków (GKZ) wynikających z ustawy o ochronie zabytków i opiece nad zabytkami. Departament (DOZ) powstał 1 marca 2002 r. w miejsce zlikwidowanego Urzędu Generalnego Konserwatora Zabytków zmieniając faktycznie jedynie nazwę, bez zmiany siedziby (ul. Ksawerów 13, Warszawa) i z nieznacznymi jedynie redukcjami personelu.
Pierwszym dyrektorem DOZ został Jacek Rulewicz, który sprawował tę funkcję do czasu objęcia stanowiska dyrektora Krajowego Ośrodka Badań i Dokumentacji Zabytków (KOBiDZ). Po nim stanowisko to objął Alberto Soldani, który zajmował je do swojej śmierci w listopadzie 2005 r. Do września 2006 r. DOZ kierował zastępca dyrektora – Dariusz Jankowski, który został następnie dyrektorem DOZ. Po tym jak odszedł ze stanowiska, to na początku 2011 roku na czele DOZ stał zastępca dyrektora, którym został Jacek Dąbrowski.
DOZ dzieli się na:
- Wydział Spraw Konserwatorskich
- Wydział Orzecznictwa Administracyjnego
- Wydział Planowania i Rozliczania Dotacji